# 奥弗涅地区拉图尔
奥弗涅地区拉图尔（法語：La Tour-d'Auvergne，法語發音：[la tuʁ dovɛʁɲ]）是法国多姆山省的一个市镇，属于伊苏瓦尔区。该市镇总面积48.29平方公里，2009年时的人口为655人。

## 人口
奥弗涅地区拉图尔人口变化图示